# آسبورن، ساسکاچوان
آسبورن، ساسکاچوان (به انگلیسی: Rural Municipality of Usborne No. 310) یک منطقهٔ مسکونی در کانادا است که در ساسکاچوان واقع شده‌است. آسبورن ۸۱۰٫۳۸ کیلومتر مربع مساحت و ۵۶۶ نفر جمعیت دارد.